# Iraqi Airways

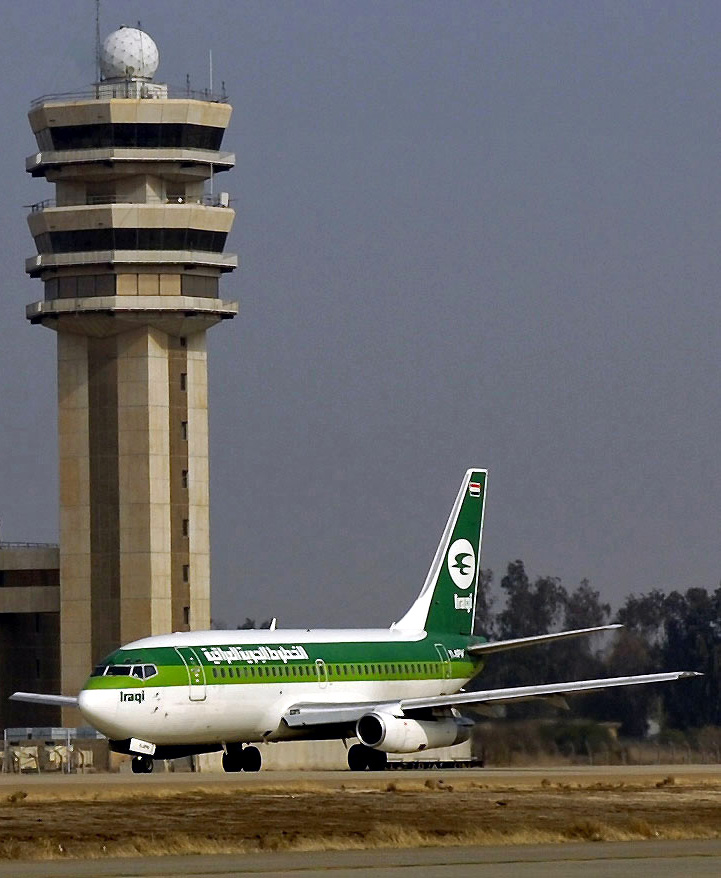
Boeing 737-200 na lotnisku w Bagdadzie

Iraqi Airways (arab.: الخطوط الجوية العراقية; również znane jako Irakijskie linie lotnicze) jest narodową firmą lotniczą Iraku, opartą w Bagdadzie. Jest również najstarszą linią lotniczą na Bliskim Wschodzie. Operuje połączenia międzynarodowe i regionalne. Jego główna siedziba jest w Bagdadzkim Międzynarodowym Lotnisku.
Iraqi Airlines jest członkiem Arab Air Carriers Organization.

## Historia
Linie powstały w 1945 roku, a  loty rozpoczęły 29 stycznia 1946 roku. Pierwszymi samolotami używanymi przez Iraqi Airways były maszyny typu De Havilland Dragon Rapide i Vickers VC.1 Viking. W 1955 roku flota wzbogaciła się o samoloty Vickers Viscount. W latach 60. pojawiły się kupione w Związek Radzieckim Tu-124 i brytyjskie Hawker Siddeley Trident. Wzrastające przewozy cargo obsługiwały maszyny typu Ił-76. W związku z rozpoczęciem lotów do Nowego Jorku w latach 70. linie wzbogaciły się o samoloty Boeing 707 i następnie Boeing 747. Po irackiej inwazji na Kuwejt w 1990 roku samoloty zostały uziemione decyzją Organizacji Narodów Zjednoczonych, która nałożyła sankcję na Irak. Aby uchronić maszyny przed zniszczeniem przez alianckie lotnictwo samoloty zostały ukryte (wykorzystano do tego między innymi lotniska znajdujące się w Jordanii). Po zakończeniu działań wojennych irackie samoloty w ograniczonym stopniu wykonywały loty krajowe, pozwolono im również latać do Arabii Saudyjskiej z pielgrzymami udającymi się do Mekki. Po inwazji na Irak w 2003 roku i obaleniu Saddama Husajna linie lotnicze reaktywowały swoją działalność 3 października 2004 roku lotem do Ammanu.

## Flota
Flota Iraqi Airways składa się z następujących typów samolotów.
| Iraqi Airways      | Iraqi Airways | Iraqi Airways | Iraqi Airways | Iraqi Airways |
| Typ                | Ilość         | Zamówienia    | Opcje         | Konfiguracja  |
| ------------------ | ------------- | ------------- | ------------- | ------------- |
| Airbus A300B4      | 1             | 0             | 0             | VIP           |
| Airbus A320-200    | 3             | 0             | 0             | -             |
| Airbus A321-200    | 2             | 0             | 0             | -             |
| Airbus A330-200    | 1             | 0             | 0             | C24Y264       |
| Boeing 737-700     | 2             | 0             | 0             | C12Y125       |
| Boeing 737-800     | 3             | 30            | 10            | -             |
| Boeing 747-400     | 2             | 0             | 0             | VIP           |
| Boeing 767-300ER   | 2             | 0             | 0             | -             |
| Boeing 787-8       | 0             | 10            | 5             | -             |
| Bombardier CRJ-900 | 6             | 2             | 0             | Y90           |
| Bombardier CS300   | 0             | 5             | 11            | -             |

## Porty docelowe
- Egipt
  - Kair (port lotniczy Kair)
- Irak
  - Al-Basra (port lotniczy Basra)
  - Arbela (port lotniczy Arbela)
  - Bagdad (port lotniczy Bagdad) hub
  - Mosul (port lotniczy Mosul)
  - Sulajmanijja (port lotniczy Sulajmanijja)
- Iran
  - Teheran (port lotniczy Teheran-Imam Khomeini)
- Jordania
  - Amman (port lotniczy Amman)
- Liban
  - Bejrut (port lotniczy Bejrut)
- Syria
  - Damaszek (port lotniczy Damaszek)
- Turcja
  - Stambuł (port lotniczy Stambuł-Atatürk)
- Zjednoczone Emiraty Arabskie
  - Dubaj (port lotniczy Dubaj)